# Quarry Wood Cemetery
Quarry Wood Cemetery is een Britse militaire begraafplaats met gesneuvelden uit de Eerste Wereldoorlog, gelegen in de Franse gemeente Sains-lès-Marquion (departement Pas-de-Calais). De begraafplaats werd ontworpen door William Cowlishaw en ligt in het veld op bijna 2 km ten zuiden van het dorpscentrum (Église Sainte Saturnine). Ze heeft een rechthoekig grondplan met een oppervlakte van 1.249 m² en wordt omsloten door een natuurstenen muur. Het Cross of Sacrifice staat centraal tegen de noordoostelijke muur. De toegang bevindt zich centraal in de noordwestelijke muur en bestaat uit een natuurstenen poortgebouw onder een zadeldak en met een open rondboogvormige doorgang. Het doet tevens dienst als bergruimte. De begraafplaats wordt onderhouden door de Commonwealth War Graves Commission.
Er liggen 278 doden begraven waaronder 5 niet geïdentificeerde.

## Geschiedenis
De begraafplaats werd in oktober 1918 door het 102nd Canadian Battalion aangelegd.
Onder de geïdentificeerde slachtoffers zijn er 260 Canadezen en 13 Britten. Een Canadese officier (luitenant Reginald Prinsep Wilkins) wordt herdacht met een Special Memorial  omdat zijn graf niet meer gevonden werd en men neemt aan dat hij onder een naamloze grafzerk begraven ligt. 

## Graven
- Op de grafzerk van soldaat Clifford George Burrows (Canadian Infantry) staat de toegevoegde tekst: Buried near this spot omdat hij hier begraven werd maar zijn stoffelijke resten werden niet meer gevonden.

### Onderscheiden militairen
- A.R. Kilborn, luitenant bij de Canadian Infantry werd onderscheiden met de Distinguished Service Order, het Military Cross en de Military Medal (DSO, MC, MM).
- W.F. Jamieson, kapitein bij de Canadian Infantry werd onderscheiden met de Distinguished Service Order (DSO).
- kapitein L.F. Goodwin, de luitenants C.M. Inglis, Alan Collie, A.E. White, Herbert Braid Northwood en Rupert William Eaton, allen dienend bij de Canadian Infantry, werden onderscheiden met het Military Cross (MC).
- O.G. Swire, soldaat bij de Canadian Infantry werd onderscheiden met de Distinguished Conduct Medal en tweemaal de Military Medal (DCM, MM and Bar).
- de soldaten Charles Russell en William Charles Watson, beide dienend bij de Canadian Infantry werden onderscheiden met de Distinguished Conduct Medal (DCM).
- Alexander MacDonald, sergeant bij de Canadian Infantry en H. Snook, sergeant bij het Royal Canadian Regiment werden onderscheiden met de Meritorious Service Medal (MSM).
- de sergeanten Richard Alford en Alexander Ross en korporaal William Calman werden tweemaal onderscheiden met de Military Medal (MM and Bar).
- nog 21 militairen werden onderscheiden met de Military Medal (MM).

### Aliassen
Vijf militairen dienden onder een alias:
- kanonnier Frederick C. Jennings als David Edward Morrison bij de Canadian Field Artillery.
- soldaat Daniel Bergman als Daniel Benson bij de Canadian Infantry.
- soldaat D.L Courtney als J. Morgan bij de Canadian Infantry.
- soldaat G.W. Smith als R. Hill bij de Canadian Infantry.
- soldaat A. Vince als A. Macy bij de Canadian Infantry.